# Království (Třebovle)
Království je vesnice v okrese Kolín, je součástí obce Třebovle. Nachází se asi 2,2 kilometru jihozápadně od Třebovle. V katastrálním území Hlaváčova Lhota leží i část obce Borek.

## Historie
První písemná zmínka o vesnici pochází z roku 1788.

## Další fotografie

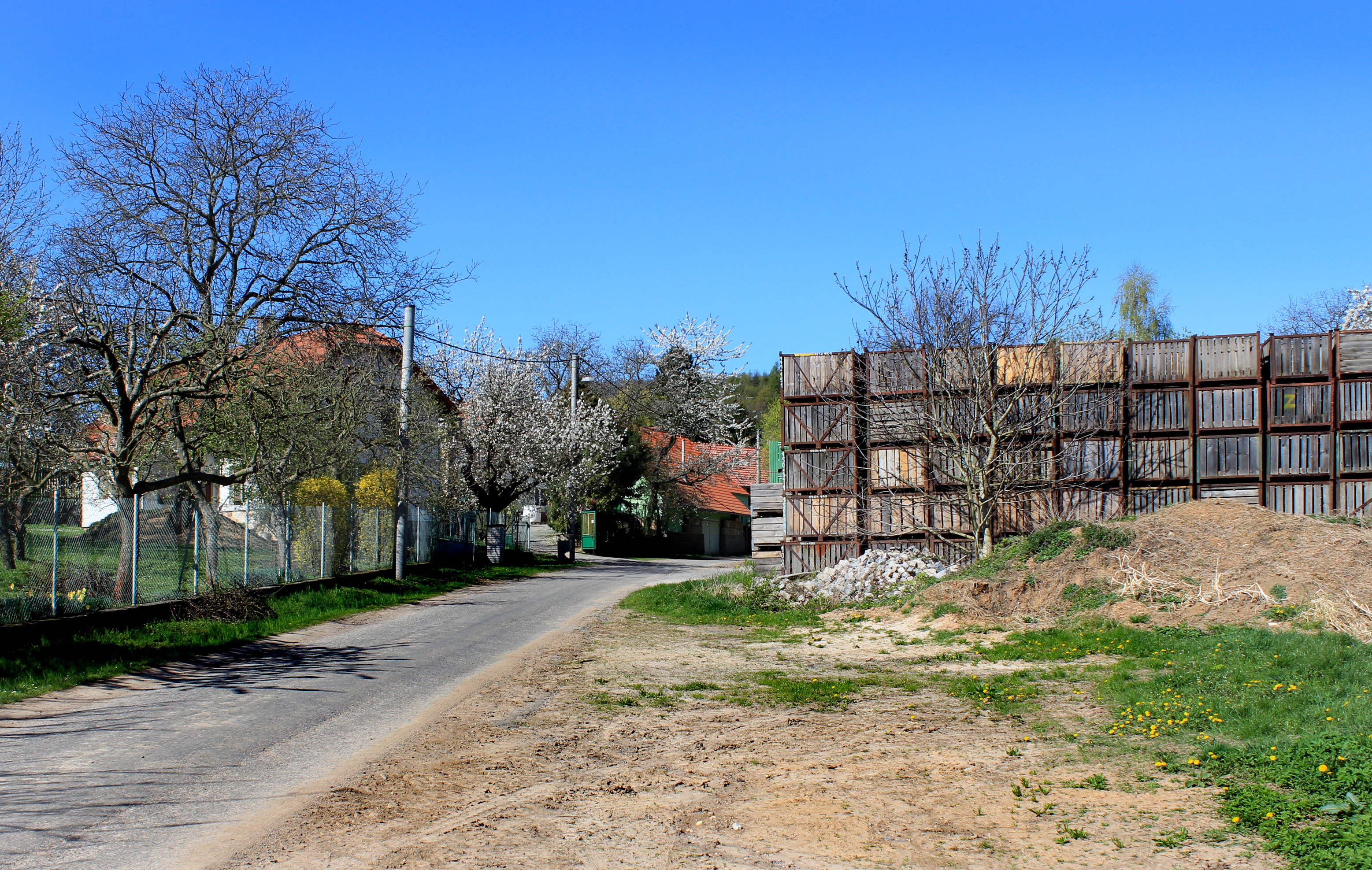
Východní část vesnice
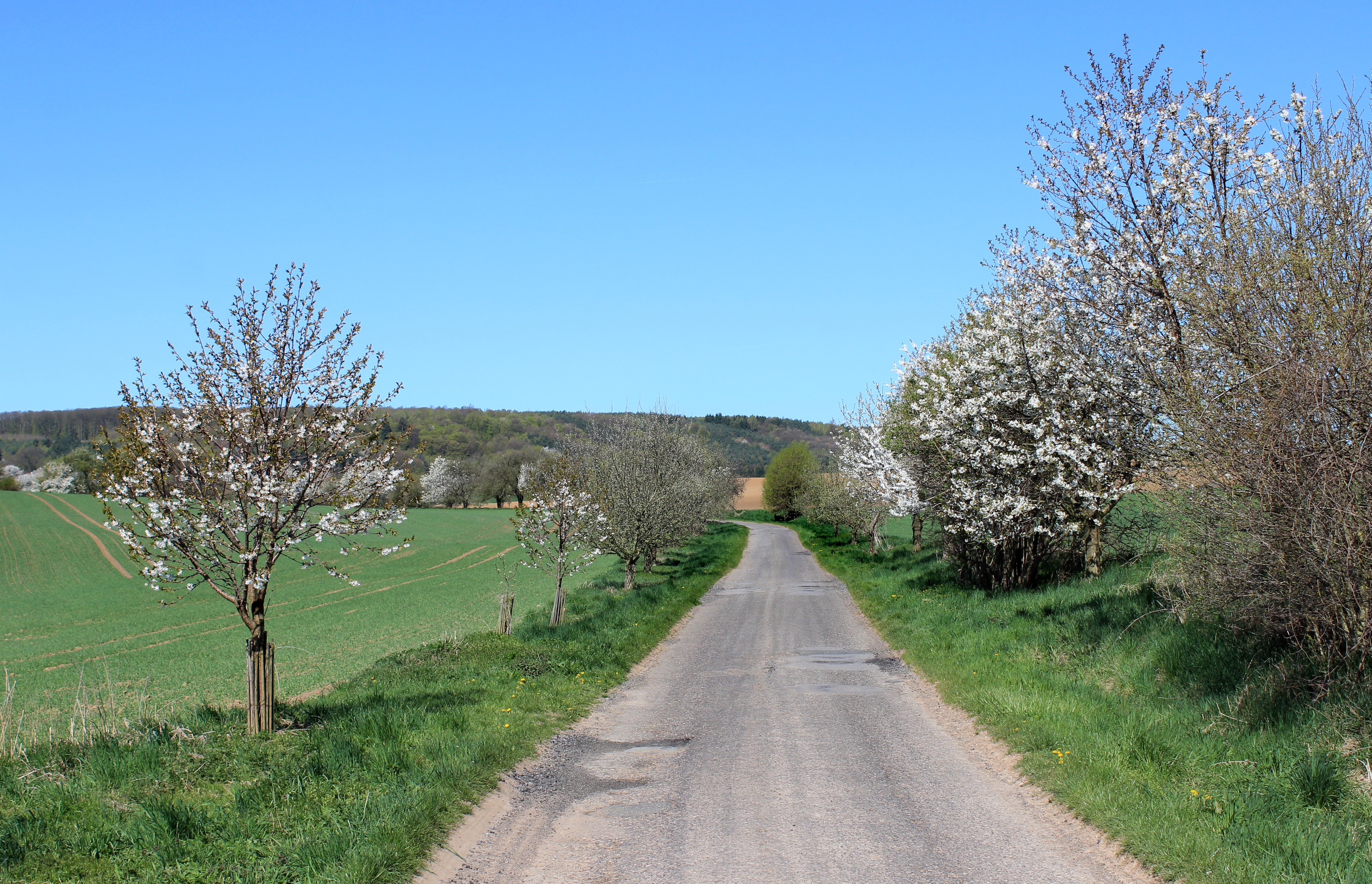
Příjezd od Kouřimi